# Cutrofiano
Cutrofiano är en ort och kommun i provinsen Lecce i regionen Apulien i Italien. Kommunen hade 8 958 invånare (2017) Här har familjen Coli produktion av det typiska italienska porslinet med stänkt mönster i grönt, gult och rött Märket Fratelli Coli.